# Ankhesenpepi III
Ankhesenpepi III (fl. XXIII-XXII secolo a.C.) è stata una regina egizia della VI dinastia.

## Biografia
Il suo nome significa La Sua Vita appartiene a Pepi, e deriva da quello di sua nonna Ankhesenpepi I. Fu figlia del faraone Merenra I (ca. 2287 - 2278 a.C.) e andò in sposa al proprio fratello o fratellastro Pepi II.

## Sepoltura
La regina Ankhesenpepi III fu sepolta in una piccola piramide accanto a quella di Pepi II, a Saqqara. Il suo sarcofago, costituito per la maggior parte in arenaria, fu incassato nel pavimento della camera sepolcrale. Il coperchio del sarcofago fu scolpito nel granito rosa

## Titoli
- Regina consorte d'Egitto
- Sposa del Re
- Sorella del Re
- Figlia del Re[5].